# Cladodromia minima
Cladodromia minima är en tvåvingeart som beskrevs av Collin 1933. Cladodromia minima ingår i släktet Cladodromia och familjen dansflugor. Inga underarter finns listade i Catalogue of Life.